# کوی نون
کوی نون (به لاتین: Qui Nhơn) یک شهر در ویتنام است که در استان بین دین واقع شده‌است.
این شهر در سال ۲۰۰۹ میلادی ۲۸۰٬۵۳۵ نفر جمعیت داشته است.